# Ghoti
是一个人为创造的单词，用以表现英语语音与拼写不一致。大部分英语使用者见到该词会按照拼写对应的常见读音读作（/ˈɡoʊtɪ/），而实际的发音则读作（/ˈfɪʃ/，“鱼”）。因此该词常用于说明英语语音和拼写规则复杂，读音和拼写不一致。支持英语拼写改革者也以这个词作为支持改革的论据。
一词包括三个音位：
- ，发/f/音，与（/tʌf/）、（/ɪˈnʌf/）等词中的相同；
- ，发/ɪ/音，与（/ˈwɪmɪn/）中的相同；
- ，发/ʃ/音，与（/ˈmɛnʃən/）、（/ˈækʃən/）等词中的相同。

## 创造
一词多被当作支持英语拼写改革的证据，也常被人误认为是支持这一观点的剧作家萧伯纳的创造。但事实上，萧伯纳甚至不曾在作品中提到。“ghoti”最早在1855年就已出现（萧伯纳生于1856年）。S·R·汤申德·梅尔在1874年10月出版的《圣詹姆斯杂志》（St. James's Magazine）中提到1855年查尔斯·奥利尔在给利·亨特的一封信中称自己当时31岁的儿子威廉（William Ollier Jr.）已经创造了这个词。
此外还有一些以类似方法创造的表现英语拼写特点的词语，但最为著名。尽管如此，语言学家还是指出这一词语中的字母位置与其发音并不相符，正常情况下的发音仍应是（/ˈɡoʊtɪ/）。通常在音节开头时不读/f/，在音节末尾也不读/ʃ/，而也只在中读/ɪ/。

## 不发音的
以类似的方式还可以构造出完全不发音的：
- 与（/naɪt/）中的相同；
- 与（/ˈpiːpl/）中的相同；
- 与（/ˈbæleɪ/）中的相同；
- 与（/ˈbɪznɪs/）中的相同。

## 
与相似的还有另一个自造词，同样是为了表现英语拼写的不规则性而创造出来的。这个单词是的另外一种拼写形式，发音为/poʊˈteɪtoʊ/，其中：
- ，发/p/音，与（/ˈhɪkʌp/）中的相同；
- ，发/oʊ/音，与（/ðoʊ/）中的相同；
- ，发/t/音，与（/ˌtɛrəˈdæktɪl/）中的相同；
- ，发/eɪ/音，与（/neɪ/）中的相同；
- ，发/t/音，与（/dɛt/）中的相同；
- ，发/oʊ/音，与（/ˈbjʊəroʊ/）中的相同。

还有一种略有不同的拼写，其中：
- ，发/t/音，与（/ˈtaɪsɪs/）中的相同；
- ，发/t/音，与（/ɡəˈzɛt/）中的相同。

## 著名的使用例子
- 詹姆斯·乔伊斯的小说《芬尼根的守灵夜》中有一句话，谐音双关，意为“拼成‘’”。[8]
- 科幻作品中的人造语言克林贡语中，单词“鱼”就拼作。[9]
- 1960年代美国电视剧《蝙蝠侠》的一集中出现一家鱼子酱公司名为（意为“鱼卵”）。剧中罗宾误将一词读作（/ˈɡoʊtaɪ/），而蝙蝠侠则告诉他这个词语的正确发音和含义。[10][11]
- 1990年代美国一个基督朋克（英语：Christian punk）乐队名为“Ghoti Hook（英语：Ghoti Hook）”，名称与（意为“鱼钩”）一词谐音。[12]
- 一词还被用作语音合成的测试词语。[13]语音合成技术中会用额外手段处理英语中的特殊发音，包括将读作。[14]例如苹果公司操作系统Mac OS X 10.6以及iOS的Siri就默认将读作。[15]
- 网络游戏尼奥宠物中，一种水生生物名叫（中文名“果提”）。[16]
- 电脑游戏Minecraft中，屏幕上会随机显示一些句子，其中一句是，按照的构造方式，这句话可以读作（意为“薯片”（美国英语）或“薯条”（英国英语））。[17]